# Guy Beauché
 (mars 2009).
Si vous disposez d'ouvrages ou d'articles de référence ou si vous connaissez des sites web de qualité traitant du thème abordé ici, merci de compléter l'article en donnant les références utiles à sa vérifiabilité et en les liant à la section « Notes et références ».
Guy Beauché est un réalisateur de documentaires et de reportages 

## Filmographie

### Cinéma
- 2000 : Un autre chemin pour l'école : documentaire sur les écoles Steiner
- 2005 : Avortement, le procès de Bobigny : documentaire sur le procès de Bobigny
- 2007 : Premiers pas au palais Bourbon : documentaire sur l'élection de quatre nouveaux députés

### Télévision
- 2003-2007 : Permanence Série pour La Chaîne parlementaire sur les permanences parlementaires
- 2007 : Albert Jacquard, jamais sans les autres : documentaire pour la collection Empreintes pour France 5
- 2008 : Jean-Loup Chrétien, l'étoffe d'un héros : documentaire pour la collection Empreintes pour France 5
- 2009 : Les petits explorateurs à travers l'Afrique : documentaire pour Canal+
- 2010 : Les ados explos et l'American Dream : documentaire pour Canal+